# Espírito Santo (Rio Grande do Norte)
Pour les articles homonymes, voir Espírito Santo (homonymie).
Espírito Santo est une municipalité brésilienne située dans l'État du Rio Grande do Norte.